# Black bottom

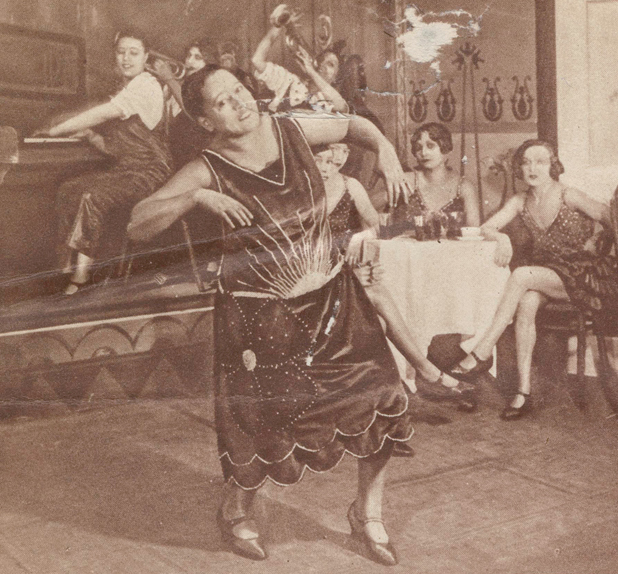
El black bottom, 1926

El black bottom es un baile relacionado con el jazz tradicional, que tuvo una gran difusión a comienzos del siglo XX, especialmente entre los bailarines negros del sur de Estados Unidos. Su origen se sitúa en la zona portuaria de Nashville, Tennessee, llamada popularmente black bottom, aunque se hizo público en Atlanta, Georgia y se difundió a través de los espectáculos de minstrels.
El primer tema de black botton que se conoce fue compuesto por Perry Bradford en 1907, y se titulaba originalmente Jacksonville rounders dance. Su éxito se consolidó cuando logró imponerse en los salones de baile blancos, tras su inclusión en una revista musical llamada The George White scandal of 1926, interpretada por la cantante y bailarina Ann Pennington, quien lo había aprendido de un bailarín negro llamado Freddie Taylor. También contribuyó la composición de Jelly Roll Morton titulada, precisamente, Black bottom stomp (1925).